# Jérôme Alberola
Pour les articles homonymes, voir Alberola.
Jérôme Alberola, né le 31 décembre 1966 en région parisienne, est écrivain et journaliste musical français. Il est aussi rédacteur en chef, directeur artistique et directeur de la publication des magazines Culture Cuisine et Archi-Cultures.

## Biographie
Jérôme Alberola est né le 31 décembre 1966 en région parisienne et a grandi à Créteil,. Il obtient une maîtrise d'histoire en parallèle à son service militaire dans l'Armée de l'air. Souhaitant d'abord devenir journaliste, Alberola commence par travailler au sein d'un magazine consacré à l'habitat domestique. Il crée en 2006 sa propre société de presse à travers le magazine Culture Cuisine, dont il est rédacteur en chef, directeur artistique et directeur de la publication. Presque au même moment, vers 2004-2005, il dresse une liste des meilleurs groupes et albums de hard rock des années 1980 pour une collègue journaliste. À partir de cette liste et de conseils d'amis, il tente de faire éditer un livre dans la collection « Que sais-je ? » des Presses universitaires de France. Sa proposition est cependant déclinée et Alberola décide de développer davantage sa liste.
Les éditions du Camion Blanc acceptent de lire son futur ouvrage et finissent par le publier. Ce premier ouvrage, intitulé Anthologie du hard rock : De bruit, de fureur et de larmes, paraît en 2008. L'ouvrage est un succès d'un point de vue critique et commercial et fait connaître Alberola au grand public. Il sort ensuite plusieurs autres ouvrages consacrés à la musique, au rythme d'un ouvrage tous les deux ans,.
Jérôme Alberola déménage en 2012 à Annecy, après avoir vécu 45 ans de sa vie à Créteil. Il crée la même année l'entreprise Stay Free Developpement, dont il est le gérant,.
En 2024, il revient à ses premières passions et publie le recueil Une année fantastique en deux tomes (Et ils exigeront de courber l'échine, puis Étrange éden), composé en hommage aux pulps de l’âge d’or de la science-fiction anglo-saxonne.

## Contenu des ouvrages
Les ouvrages de Jérôme Alberola sortent une fois tous les deux ans et sont tous édités par Camion Blanc. Ils comptent au total environ 900 critiques d'albums et abordent l'histoire de genres musicaux comme le hard rock, le heavy metal, le rock progressif, la place des femmes dans la musique, l'écoute de la musique, les musiques extrêmes,,,. Les trois premiers ouvrages de l'auteur débutent par un historique des genres musicaux concernés, qui abordent entre autres les artistes les plus représentatifs de ces genres. Ils sont suivis par une liste d'albums emblématiques du genre, classés par ordre alphabétique,. Choisis par l'auteur, ces albums sont chroniqués un à un. Dans Anthologie du bonheur musical moderne, il rassemble des travaux de neuroscientifiques et des témoignages d'autres auteurs,.
Les préfaces sont écrites par des personnalités telles que Francis Zégut (Anthologie du hard rock : De bruit, de fureur et de larmes),, Pierre Bordage (Anthologie du rock progressif : Voyages en ailleurs), ou Marianne James (Les belles et les bêtes : Anthologie du rock au féminin, de la soul au metal),.

## Style d'écriture
Les ouvrages de Jérôme Alberola sont souvent teintés d'humour,, mais aussi détaillés et accompagnés de nombreuses références,. Il se penche davantage sur des groupes plus méconnus, voire oubliés, et les placent souvent au même niveau que les artistes les plus représentatifs de ces genres. Son style d'écriture est comparé à une « langue fleurie où l'amour et l'humour se mêlent en rythme. » Il est aussi qualifié d'« alerte, aéré, simple d'accès, sans pédanterie ». Ses ouvrages invitent à d'« innombrables pistes de découverte. »

## Goûts musicaux
Jérôme Alberola découvre d'abord le disco au cours de son adolescence. Il écoute ensuite de la pop et du rock, avec par exemple The Police et Supertramp, mais aussi Bob Marley. Alberola se met par la suite au punk, en écoutant surtout les Clash. C'est finalement sa découverte de Scorpions, où évolue alors le guitariste Uli Jon Roth, qui l'introduit dans les univers du hard rock et du heavy metal. Alberola découvre ensuite plusieurs autres genres musicaux, dont le rock progressif. L'auteur reconnaît être un grand fan de Iron Maiden et Marillion, et consacre d'ailleurs une partie importante de ses deux premiers ouvrages à ces deux groupes. Il affirme aussi adorer et Röyksopp ou Radiohead et considère leur album OK Computer (1997) comme l'un des meilleurs albums des années 1990.